# Якимович, Иосиф Ильич
Иосиф Ильич Якимович (Осип Акимов) (1880—1919) — революционер, большевик, борец за установление Советской власти в Сибири.

## Биография
Родился в семье бедняков в 1880 году в деревне Луцке Дисненского уезда Виленской губернии. В 14 лет — рабочий в Риге, с декабря 1899 г. работал на фабрике Товарищества Петербургского механического производства обуви «Скороход». За участие в забастовочном движении был уволен. Опасаясь преследований со стороны властей, эмигрировал за границу. 
В 1910—1911 гг. вернулся из эмиграции и вместе с семьёй переехал в Ново-Кусковскую волость Томского уезда, где жил отчим жены Якимовича, Анны Антоновны, ссыльный Савич. В 1914 г. вместе с семьёй переехал в Томск.
В марте 1919 г. накануне антиколчаковского восстания И. И. Якимович был арестован и расстрелян.

## Память
В 1957 г. в связи с 40-летием Октябрьской революции одной из улиц в Томске присвоили имя И. И. Якимовича.